# لج الزحيم (قفل شمر)

تعديل مصدري - تعديل

لج الزحيم هي إحدى قرى عزلة المخلاف بمديرية قفل شمر التابعة لمحافظة حجة، بلغ تعداد سكانها 20 نسمة حسب تعداد اليمن لعام 2004.